# Jan Faltyn
Jan Faltyn (Oleszna, voivodat de Baixa Silèsia, 10 d'octubre de 1952) va ser un ciclista polonès. Com amateur va guanyar una medalla de plata al Campionat del món en Puntuació.